# Bjelance
Bjelance ili bjelanjak je zaštitna i hranidbena ovojnica koja omata žumance jajeta.
Po sastavu bjelance je koloidna otopina bjelančevinastih spojeva.

### Mrežna sjedišta
- Bjelance. Hrvatska enciklopedija LZMK. Pristupljeno 26. svibnja 2025.